# Supi
Le supi est une massue de guerre des îles Salomon.

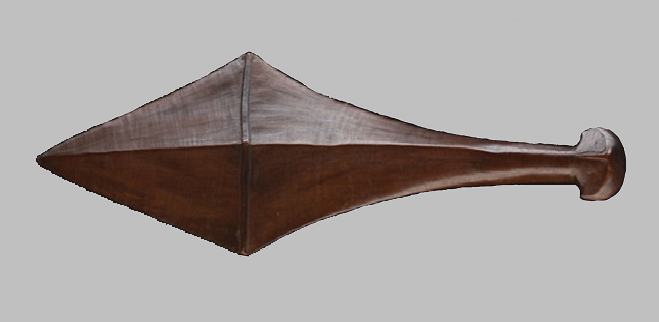
Un supi de l'île Malaita

## Caractéristiques
Taillé dans un bois dur type bois de fer sa forme en losange est très particulière. Long d'une trentaine de centimètres en tout, il a une tête de frappe sculptée en forme de diamant et aux nervures bien marquées. Il est originaire de l'île Malaita. Outre son nom commun de supi, on peut parfois l'appeler supe ou subi. Certains pouvaient être taillés dans un os de baleine. Le manche était gainé d'un tressage en fibres de coco, parfois gravé ou incrusté de coquillages. Ceux qui étaient sculptés avec une gueule de crocodile à leur extrémité étaient réservés aux chefs.

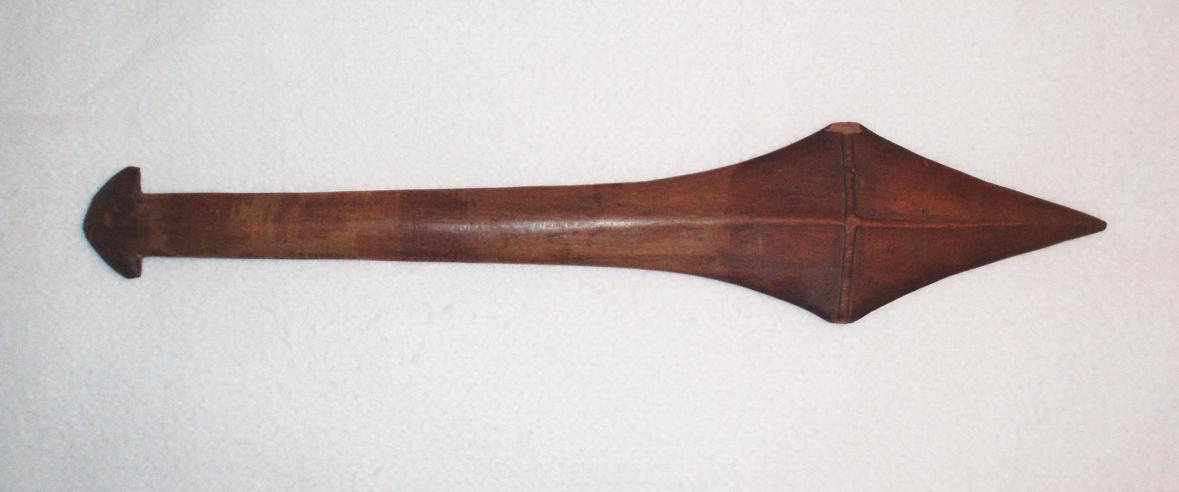
Supi de Malaita